# Aleuropteryx rugosa
Aleuropteryx rugosa is een insect uit de familie van de dwerggaasvliegen (Coniopterygidae), die tot de orde netvleugeligen (Neuroptera) behoort. 
De wetenschappelijke naam Aleuropteryx rugosa is voor het eerst geldig gepubliceerd door Meinander in 1995.